# Phortioeca maximiliani
Phortioeca maximiliani är en kackerlacksart som först beskrevs av Henri Saussure 1868.  Phortioeca maximiliani ingår i släktet Phortioeca och familjen jättekackerlackor. Inga underarter finns listade i Catalogue of Life.